# Leptogorgia acuta
Leptogorgia acuta is een zachte koraalsoort uit de familie Gorgoniidae. De koraalsoort komt uit het geslacht Leptogorgia. Leptogorgia acuta werd in 1918 voor het eerst wetenschappelijk beschreven door Bielschowsky. 